# Драфт НБА 1980
Драфт НБА 1980 року відбувся 10 червня. 23 команди Національної баскетбольної асоціації (NBA) по черзі вибирали найкращих випускників коледжів, а також інших кандидатів, офіційно зареєстрованих для участі в драфті, зокрема іноземців. Перші два права вибору належали командам, які посіли останні місця у своїх конференціях, а їхній порядок визначало підкидання монети. Бостон Селтікс, який у результаті обміну отримав драфт-пік першого раунду Детройт Пістонс, виграв підкидання монети і отримав перший загальний драфт-пік, а Юта Джаз - другий. Потім Селтікс перед драфтом обміняли право вибору в першому раунді в Голден-Стейт Ворріорс. Решту драфт-піків першого раунду команди дістали у зворотньому порядку до їхнього співвідношення перемог до поразок у сезоні 1979–1980. Команда розширення, Даллас Маверікс, вперше взяла участь у драфті НБА і їй дали право на одинадцятий номер вибору в кожному раунді. Гравець, який завершував четвертий рік у коледжі автоматично отримував право на участь у драфті. Перед драфтом п'ятеро гравців, які завершили менш як чотири роки навчання, оголосили, що братимуть участь у драфті. Драфт складався з 10-ти раундів, на яких вибирали 214 гравців. Цей драфт уперше показували по телебаченню.

## Нотатки щодо вибраних гравців та їхнії кар'єр
Голден-Стейт Ворріорс під першим загальним номером вибрали Джо Баррі Керролла з Університету Пердью. Юта Джаз під другим загальним номером вибрали Даррелла Гріффіта з Університету Луїсвілла, який у першому своєму сезоні став Новачком року НБА. Бостон Селтікс під третім загальним номером вибрали Кевіна Макейла з Університету Міннесоти. Всі 13 років своєї кар'єри він провів у складі Селтікс і тричі ставав чемпіоном НБА. Двічі підряд він ставав найкращим шостим гравцем, один раз до збірної всіх зірок, сім разів на Матч всіх зірок і шість разів до складу Збірної всіх зірок захисту. За його досягнення Макейла обрали до Зали слави. Також 1996 року, на 50-ту річницю НБА, його внесли до списку 50 найвизначніших гравців в історії НБА. Крім нього лише Керролл, 8-й драфт-пік Ендрю Тоні, 11-й вибір Кікі Вандевей і 25-й драфт-пік Джефф Руленд обирались на Гру всіх зірок.

## Драфт

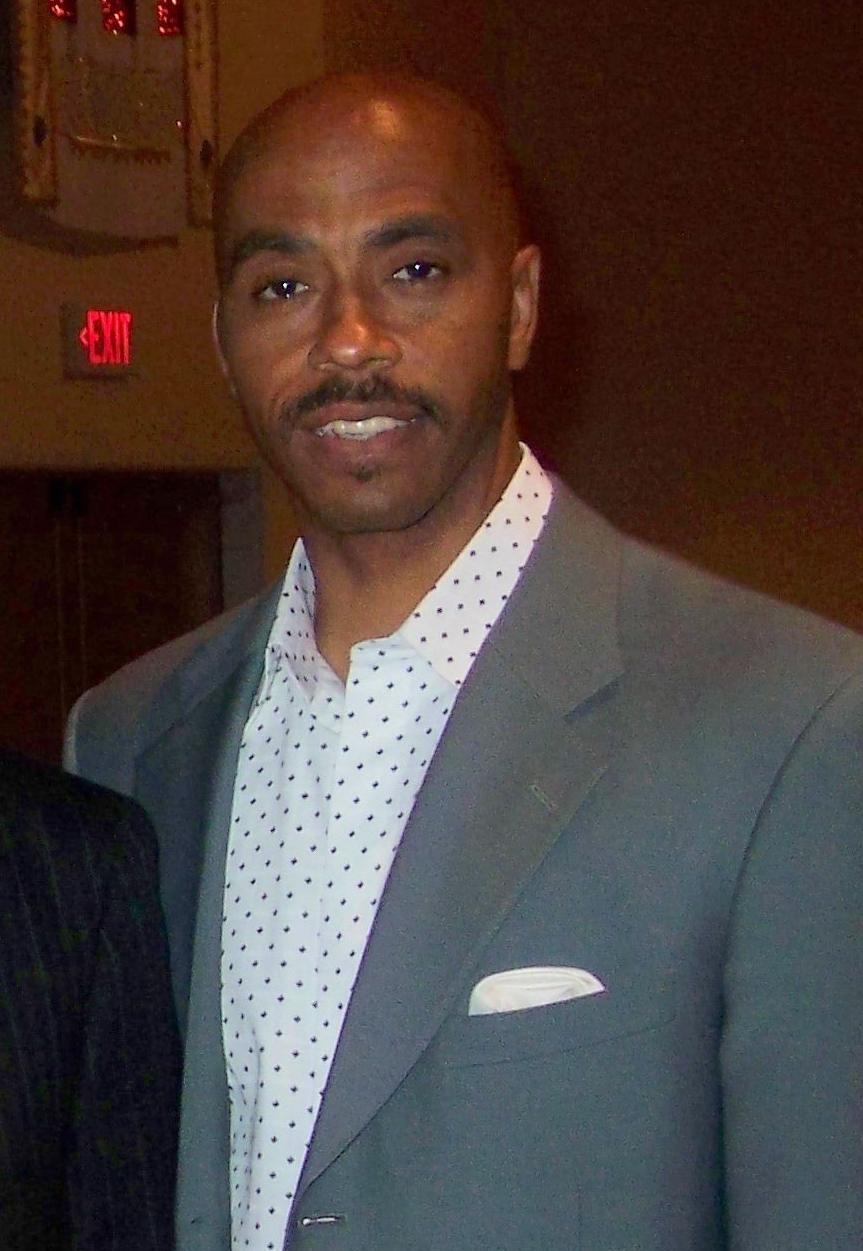
Юта Джаз вибрали Даррелла Гріффіта під другим загальним номером.

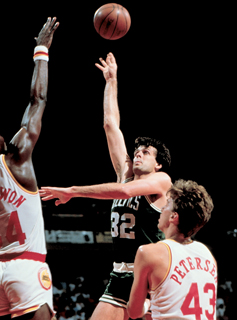
Бостон Селтікс обрали під третім загальним номером Кевіна Макейла (праворуч).

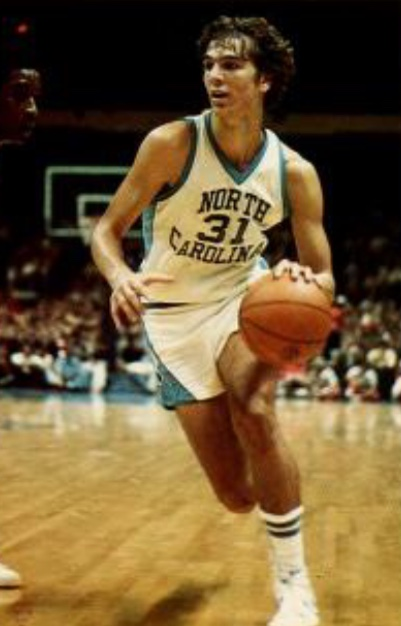
Нью-Дже́рсі Нетс вибрали Майка О'Корена під шостим загальним номером.

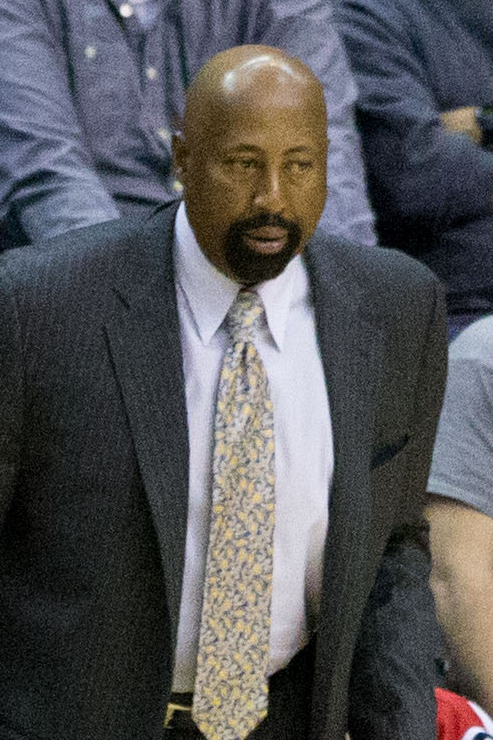
Нью-Йорк Нікс обрали Майка Вудсона під 12-м загальним номером.

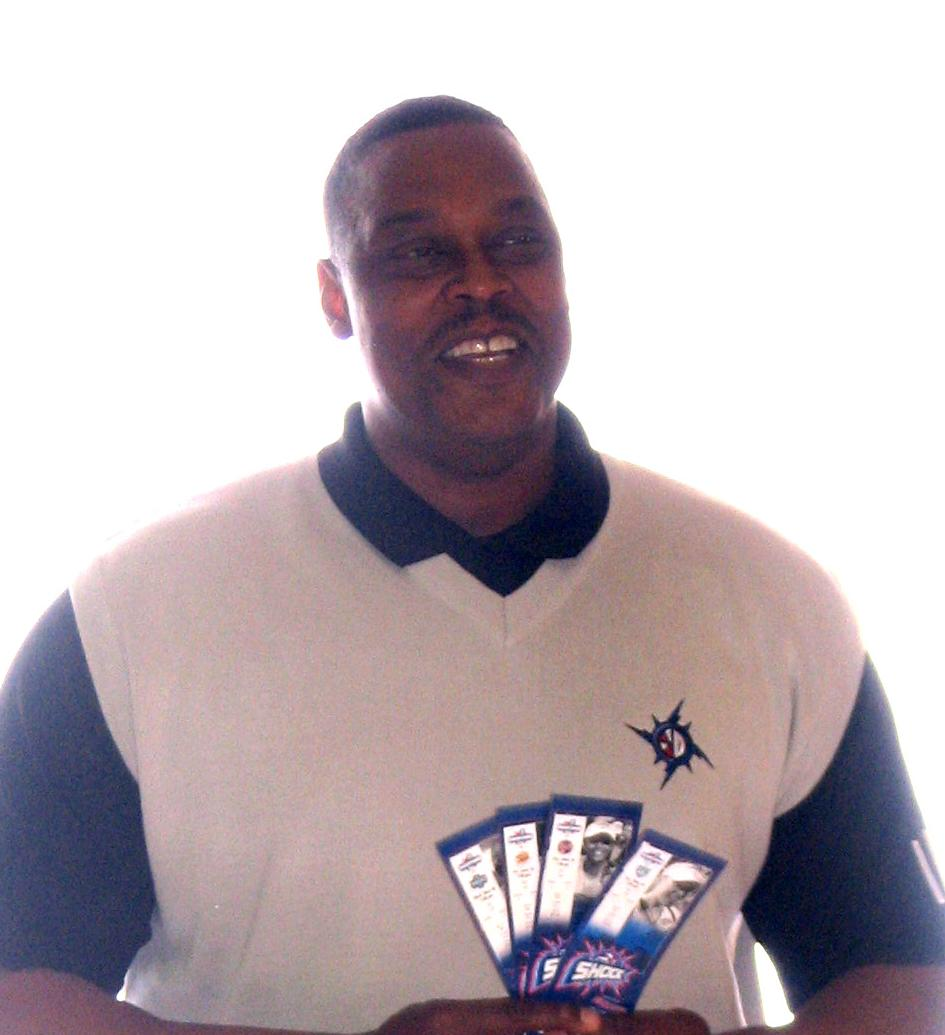
Вашингтон Буллетс обрали Ріка Магорна під 35-м загальним номером.

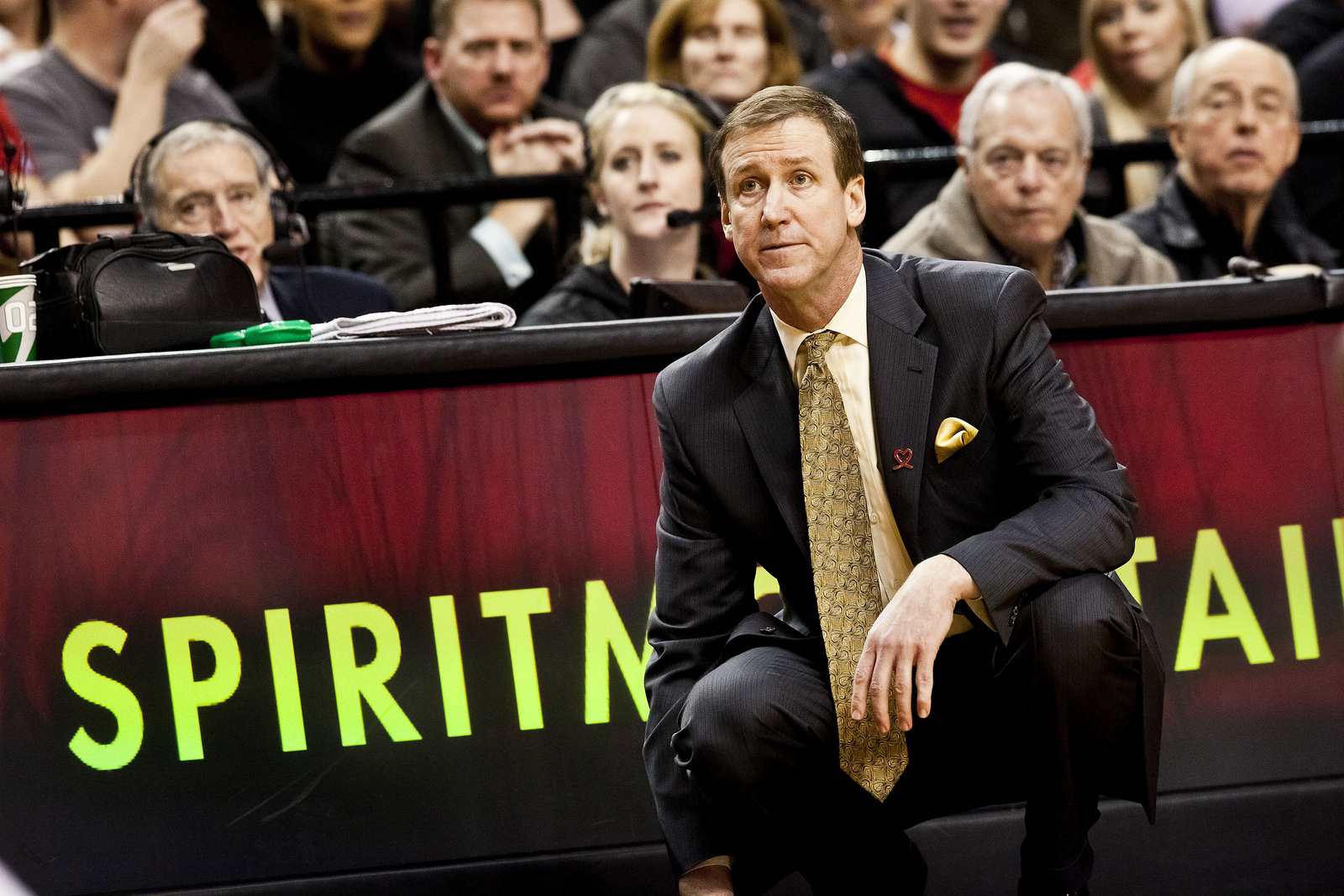
Х'юстон Рокетс обрали Террі Скоттса під 38-м загальним номером.

| Поз.     | G        | F       | C         |
| Поз.tion | захисник | Форвард | Центровий |

| ^ | Позначає гравців, обраних у Баскетбольну залу слави Нейсміта                     |
| + | Позначає гравців, які взяли участь принаймні в одній грі матчу всіх зірок НБА    |
| # | Позначає гравців, які жодного разу не грали в регулярному сезоні НБА або плей-оф |

| Раунд | Вибір | Гравець            | Поз. | Громадянство | Команда НБА                                                     | Коледж/Клуб                     |
| ----- | ----- | ------------------ | ---- | ------------ | --------------------------------------------------------------- | ------------------------------- |
| 1     | 1     | Джо Баррі Керролл+ | F/C  | США          | Голден-Стейт Ворріорс (від Детройт через Бостон)[a]             | Пердью (Ср.)                    |
| 1     | 2     | Даррелл Гріффіт    | G    | США          | Юта Джаз                                                        | Луїсвілл (Ср.)                  |
| 1     | 3     | Кевін Макейл^      | F/C  | США          | Бостон Селтікс (від Голден-Стейт)[a]                            | Міннесота (Ср.)                 |
| 1     | 4     | Келвін Рансі       | G    | США          | Чикаго Буллз (проданий у Портленд)[A]                           | Огайо Стейт (Ср.)               |
| 1     | 5     | Джеймс Рей         | F    | США          | Денвер Наггетс                                                  | Джексонвілл (Ср.)               |
| 1     | 6     | Майк О'Корен       | G/F  | США          | Нью-Дже́рсі Нетс                                                 | Північна Кароліна (Ср.)         |
| 1     | 7     | Майк Гмінскі       | C    | США          | Нью-Дже́рсі Нетс (від San Diego через Портленд)[b]               | Дьюк (Ср.)                      |
| 1     | 8     | Ендрю Тоні+        | G    | США          | Філадельфія Севенті-Сіксерс (від Індіана)[c]                    | Південно-Західна Луїзіана (Ср.) |
| 1     | 9     | Майкл Брукс        | F    | США          | Сан-Дієго Кліпперс (від Клівленд)[d]                            | Ла Саль (Ср.)                   |
| 1     | 10    | Ронні Лестер       | G    | США          | Портленд Трейл-Блейзерс (проданий у Чикаго)[A]                  | Айова (Ср.)                     |
| 1     | 11    | Кікі Вандевей+     | F    | США          | Даллас Маверікс                                                 | УКЛА (Ср.)                      |
| 1     | 12    | Майк Вудсон        | G/F  | США          | Нью-Йорк Нікс                                                   | Індіана (Ср.)                   |
| 1     | 13    | Рікі Браун         | F/C  | США          | Голден-Стейт Ворріорс (від Вашингтон через Детройт і Бостон)[a] | Міссісіпі Стейт (Ср.)           |
| 1     | 14    | Вес Метьюз         | G    | США          | Вашингтон Буллетс (від Х'юстон)[e]                              | Вісконсин (Дж.)                 |
| 1     | 15    | Реджі Джонсон      | F/C  | США          | Сан-Антоніо Сперс                                               | Теннессі (Ср.)                  |
| 1     | 16    | Чарльз Вітні       | G/F  | США          | Канзас-Сіті Кінґс                                               | НК Стейт (Ср.)                  |
| 1     | 17    | Ларрі Дру          | G    | США          | Детройт Пістонс (від Мілвокі)[f]                                | Міссурі (Ср.)                   |
| 1     | 18    | Дон Коллінс        | G/F  | США          | Атланта Гокс                                                    | Вашингтон Стейт (Ср.)           |
| 1     | 19    | Джон Дарен         | G    | США          | Юта Джаз (від Фінікс)[g]                                        | Джорджтаун (Ср.)                |
| 1     | 20    | Білл Ганзлік       | G/F  | США          | Сіетл Суперсонікс                                               | Нотр-Дам (Ср.)                  |
| 1     | 21    | Монті Девіс        | F    | США          | Філадельфія Севенті-Сіксерс                                     | Теннессі Стейт (Ср.)            |
| 1     | 22    | Чед Кінч           | G    | США          | Клівленд Кавальєрс (від Los Angeles)[h]                         | ЮНК Шарлотт (Ср.)               |
| 1     | 23    | Карл Нікс          | G    | США          | Денвер Наггетс (від Бостон через Індіана)[i]                    | Індіана Стейт (Ср.)             |
| 2     | 24    | Ларрі Сміт         | F/C  | США          | Голден-Стейт Ворріорс (від Детройт)[j]                          | Елкорн Стейт (Ср.)              |
| 2     | 25    | Джефф Руленд+      | F/C  | США          | Голден-Стейт Ворріорс (проданий у Вашингтон)[B]                 | Іона (Дж.)                      |
| 2     | 26    | Сем Вортен         | F    | США          | Чикаго Буллз (від Юта через Los Angeles)[k]                     | Маркетт (Ср.)                   |
| 2     | 27    | Джон Страуд        | F    | США          | Х'юстон Рокетс (від Денвер через Нью-Джерсі)                    | Міссісіпі (Ср.)                 |
| 2     | 28    | Крег Шелтон        | F    | США          | Атланта Гокс (від Чикаго)                                       | Джорджтаун (Ср.)                |
| 2     | 29    | Луїс Орр           | F    | США          | Індіана Пейсерз (від Нью-Джерсі)                                | Сірак'юс (Ср.)                  |
| 2     | 30    | Кенні Нетт         | G    | США          | Індіана Пейсерз (від San Diego)                                 | Північно-Східна Луїзіана (Ср.)  |
| 2     | 31    | Вейн Робінсон      | F    | США          | Лос-Анджелес Лейкерс (від Клівленд)                             | Вірджинія Тек (Ср.)             |
| 2     | 32    | Девід Лоренс#      | F    | США          | Портленд Трейл-Блейзерс (від Індіана)                           | Макніз Стейт (Ср.)              |
| 2     | 33    | Брюс Коллінс#      | G/F  | США          | Портленд Трейл-Блейзерс                                         | Вебер Стейт (Ср.)               |
| 2     | 34    | Рузвельт Буі#      | C    | США          | Даллас Маверікс                                                 | Сірак'юс (Ср.)                  |
| 2     | 35    | Рік Магорн         | F/C  | США          | Вашингтон Буллетс                                               | Гемптон (Ср.)                   |
| 2     | 36    | Девейн Скейлс      | F    | США          | Нью-Йорк Нікс                                                   | ЛСЮ (Дж.)                       |
| 2     | 37    | Бутч Картер        | G    | США          | Лос-Анджелес Лейкерс (від Сан-Антоніо)                          | Індіана (Ср.)                   |
| 2     | 38    | Террі Стоттс#      | F    | США          | Х'юстон Рокетс                                                  | Оклахома (Ср.)                  |
| 2     | 39    | Майкл Вілі         | F    | США          | Сан-Антоніо Сперс (від Канзас-Сіті)                             | Лонг-Біч Стейт (Ср.)            |
| 2     | 40    | Дік Міллер         | F    | США          | Індіана Пейсерз (від Мілвокі через Канзас-Сіті)                 | Толедо (Ср.)                    |
| 2     | 41    | Джаванн Олдем      | C    | США          | Денвер Наггетс (від Атланта через Юта)                          | Сіетл (Ср.)                     |
| 2     | 42    | Кімберлі Белтон#   | F    | США          | Фінікс Санз                                                     | Стенфорд (Ср.)                  |
| 2     | 43    | Біллі Вільямс#     | G    | США          | Х'юстон Рокетс (від Сіетл)                                      | Клемсон (Ср.)                   |
| 2     | 44    | Клайд Остін#       | G    | США          | Філадельфія Севенті-Сіксерс                                     | НК Стейт (Ср.)                  |
| 2     | 45    | Бред Бренсон       | F/C  | США          | Детройт Пістонс (від Los Angeles)                               | СМУ (Ср.)                       |
| 2     | 46    | Арнетт Голлмен#    | F    | США          | Бостон Селтікс                                                  | Пердью (Ср.)                    |

## Інші драфт-піки
Цих гравців на драфті НБА 1980 вибрали після другого раунду, але вони зіграли в НБА принаймні одну гру.

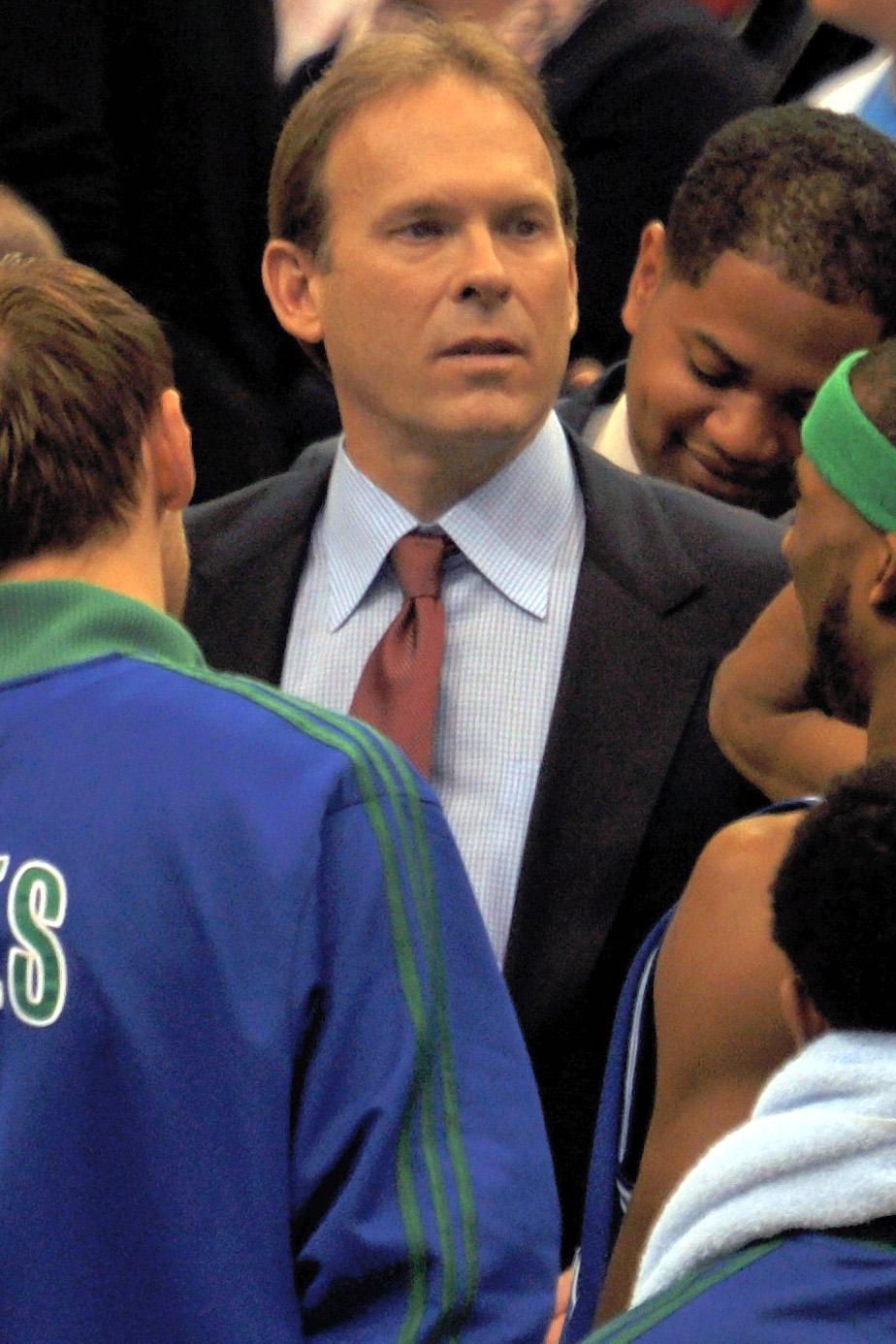
Нью-Йорк Нікс вибрали Курта Рембіса під 58-м загальним номером.

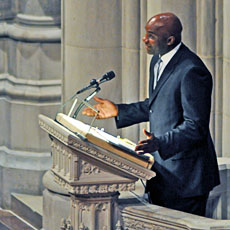
Нью-Дже́рсі Нетс вибрали Роррі Сперроу під 75-м загальним номером.

| Раунд | Вибір | Гравець         | Поз. | Громадянство | Команда НБА                        | Коледж/Клуб             |
| ----- | ----- | --------------- | ---- | ------------ | ---------------------------------- | ----------------------- |
| 3     | 47    | Курт Німфіус    | F/C  | США          | Денвер Наггетс (від Детройт)       | Аризона Стейт (Ср.)     |
| 3     | 50    | Джеймс Вілкс    | F    | США          | Чикаго Буллз                       | УКЛА (Ср.)              |
| 3     | 51    | Ронні Велентайн | F    | США          | Денвер Наггетс                     | Олд Домініон (Ср.)      |
| 3     | 52    | Лоус Мур        | G    | США          | Нью-Дже́рсі Нетс                    | Вест Вірджинія (Ср.)    |
| 3     | 56    | Майк Гарпер     | F/C  | США          | Портленд Трейл-Блейзерс            | North Park (Ср.)        |
| 3     | 57    | Девід Бріттон   | G    | США          | Даллас Маверікс                    | Texas A&M (Ср.)         |
| 3     | 58    | Курт Рембіс     | F    | США          | Нью-Йорк Нікс                      | Санта-Клара (Ср.)       |
| 4     | 61    | Річ Йонакор     | F    | США          | Сан-Антоніо Сперс                  | Північна Кароліна (Ср.) |
| 4     | 66    | Карл Бейлі      | C    | США          | Сіетл Суперсонікс                  | Tuskegee (Ср.)          |
| 4     | 70    | Дарвін Кук      | G    | США          | Детройт Пістонс                    | Портленд (Ср.)          |
| 4     | 75    | Рорі Сперроу    | G    | США          | Нью-Дже́рсі Нетс                    | Вілланова (Ср.)         |
| 4     | 87    | Тоні Джексон    | G    | США          | Лос-Анджелес Лейкерс (від Атланта) | Флорида Стейт (Ср.)     |
| 5     | 93    | Тоні Фуллер     | G    | США          | Детройт Пістонс                    | Пеппердайн (Ср.)        |
| 5     | 99    | Воллі Ренк      | G/F  | США          | Сан-Дієго Кліпперс                 | Сан-Хосе Стейт (Ср.)    |
| 5     | 103   | Даррелл Алумс   | F    | США          | Даллас Маверікс                    | УКЛА (Ср.)              |
| 7     | 141   | Лорензо Ромар   | G    | США          | Голден-Стейт Ворріорс              | Вашингтон (Ср.)         |
| 8     | 168   | Джон Стредер    | F    | США          | Портленд Трейл-Блейзерс            | Монтана (Ср.)           |
| 8     | 169   | Кларенс Кіа     | F    | США          | Даллас Маверікс                    | Ламар (Ср.)             |
| 9     | 182   | Біллі Рід       | G    | США          | Голден-Стейт Ворріорс              | Сан-Франциско (Ср.)     |

## Угоди

### Угоди під час драфту
У день драфту відбулись такі угоди між командами щодо вибраних гравців:
- A 1 2  Портленд Трейл-Блейзерс придбав драфтові права на четвертий драфт-пік Келвіна Рансі і драфт-пік першого раунду 1981 року від Чикаго Буллз в обмін на драфтові права на десятий драфт-пік Ронні Лестера і драфт-пік першого раунду 1981 року.[12]
- B  Вашингтон Буллетс придбали драфтові права на 25-й драфт-пік Джеффа Руленда від Голден-Стейт Ворріорс в обмін на драфт-пік другого раунду 1981 року.[11]

### Угоди перед драфтом
До дня драфту відбулись такі угоди між командами щодо вибраних гравців:
- a 1 2 3  9 червня 1980, Голден-Стейт Ворріорс придбав перший і тринадцятий драфт-піки від Бостон Селтікс в обмін на Роберта Періша і третій драфт-пік.[13][14] Перед тим Селтікс придбали два драфт-піки першого раунду 6 вересня 1979, від Детройт Пістонс в обмін на Боба Макаду. Обмін оформлено як компенсацію, коли Селтікс підписали Ем Ел Карра 24 липня 1979.[15][16] Перед тим Пістонс придбали драфт-піки першого раунду 1980 і 1982 років 12 липня 1979, від Вашингтон Буллетс як компенсацію за підписання Келвіна Портера як вільного агента.[17] Ворріорз використали ці драфт-піки, щоб вибрати Джо Баррі Керролл і Рікі Брауна. Селтікс використали цей драфт-пік, щоб вибрати Кевіна Макейла.
- b  8 лютого 1980, Нью-Дже́рсі Нетс придбав Моріса Лукаса, драфт-піки першого раунду 1980 і 1981 років від Портленд Трейл-Блейзерс в обмін на Келвіна Нетта.[18] Перед тим Блейзерс придбали драфт-пік Керміта Вашингтона, Кевіна Куннерта і драфт-пік 13 травня 1979, від Сан-Дієго Кліпперс як компенсацію за підписання Білла Волтона як вільного агента.[19] Нетс використали цей драфт-пік, щоб вибрати Майка Гмінскі.
- c  2 листопада 1976, Філадельфія Севенті-Сіксерс придбав драфт-пік першого раунду від Індіана Пейсерз в обмін на Мела Беннетта.[20] Севенті Сіксерс використали цей драфт-пік, щоб вибрати Ендрю Тоні.
- d  21 вересня 1979, Сан-Дієго Кліпперс придбали драфт-пік першого раунду від Клівленд Кавальєрс в обмін на Ренді Сміта.[21] Кліпперс використали цей драфт-пік, щоб вибрати Майкла Брукса.
- e  16 липня 1979, Вашингтон Буллетс придбав драфт-пік першого раунду від Х'юстон Рокетс як компенсацію за підписання Том Гендерсон як вільного агента.[22] Буллетс використали цей драфт-пік, щоб вибрати Веса Метьюза.
- f  4 лютого 1980, Детройт Пістонс придбали Кента Бенсона і драфт-пік першого раунду від Мілвокі Бакс в обмін на Боба Лен'єра.[23] Пістонс використали цей драфт-пік, щоб вибрати Ларрі Дру.
- g  12 січня 1979, Юта Джаз придбали Марті Бернса, Рона Лі, драфт-піки першого раунду 1979 і 1980 років від Фінікс Санз в обмін на Трака Робінсона.[24] Джаз використали цей драфт-пік, щоб вибрати Джона Дарена.
- h  15 лютого 1980, Клівленд Кавальєрс придбали Дона Форда і драфт-пік першого раунду 1980 року від Лос-Анджелес Лейкерс в обмін на Бутча Лі і драфт-пік першого раунду 1982 року.[25] Кавальєрс використали цей драфт-пік, щоб вибрати Чеда Кінча.
- i  1 лютого 1980, Денвер Наггетс придбав Алекса Інгліша та драфт-пік першого раунду від Індіана Пейсерз в обмін на Джорджа Макгінніса.[26] Перед тим Пейсерз придбали цей драфт-пік 19 липня 1978, від Бостон Селтікс в обмін на Ерла Тейтума.[27] Наггетс використали цей драфт-пік, щоб вибрати Карла Нікса.
- j  9 жовтня 1978, Голден-Стейт Ворріорс придбали драфт-пік другого раунду від Детройт Пістонс в обмін на Рікі Гріна.[28] Ворріорз використали цей драфт-пік, щоб вибрати Ларрі Сміта.
- k  9 жовтня 1978, Чикаго Буллз придбали Олівера Мака, драфт-піки в другому раунді 1980 і 1981 років від Лос-Анджелес Лейкерс в обмін на Марка Лендсбергера.[29] Перед тим Лейкерс придбали драфт-піки першого раунду 1977, 1978 і 1979 років, і драфт-пік другого раунду 1980 року 5 серпня 1976, від Юта Джаз в обмін на драфт-пік першого раунду 1978 року і драфт-пік другого раунду 1977 року. Обмін оформлено як компенсацію, коли Джаз підписали Гейла Гудріча 19 липня 1976.[30] Буллз використали цей драфт-пік, щоб вибрати Сема Вортена.